# Bristol

Granice hrabstwa Bristol na tle Anglii

Bristol (wal. Bryste, IPA /ˈbrɪstəl/) – miasto w południowo-zachodniej Anglii, położone przy ujściu rzeki Avon do Kanału Bristolskiego, 185 km na zachód od Londynu. Z populacją 428,2 tys. mieszkańców (2011) Bristol zajmuje szóste miejsce w Anglii i dziewiąte w Wielkiej Brytanii. Formalnie stanowi on jednolitą jednostkę administracyjną i zarazem samodzielne hrabstwo ceremonialne. Miasto jest największym ośrodkiem regionu South West England. Do nadejścia rewolucji przemysłowej, przez trzy stulecia Bristol był drugim lub trzecim pod względem wielkości angielskim miastem. Podstawą zamożności mieszkańców był port, obecnie przeniesiony z centrum do ujścia Avonu. Miasto szczyci się ponad setką zabytków należących do klasy I, najstarsze pochodzą jeszcze ze średniowiecza. Bristol jest prężnym ośrodkiem kulturalnym, a także naukowym (dzięki swoim dwóm uniwersytetom). W mieście znajduje się najstarszy w Anglii nieprzerwanie działający teatr oraz najstarszy ogród zoologiczny założony poza miastem stołecznym. W XX wieku najważniejszą gałęzią produkcji w Bristolu stał się przemysł lotniczy. Miasto dysponuje też międzynarodowym portem lotniczym.

## Granice miasta
Granice miasta Bristol definiuje się na kilka sposobów:
- Najwęższa definicja miasta obejmuje obszar, na którym sprawuje władzę rada miejska (city council). Tak określony obszar nie obejmuje dużej części ujścia rzeki Severn ani wysp Steep Holm i Flat Holm[3].
- Nieznacznie szerszej definicji używa Narodowe Biuro Statystyczne. W jej świetle w skład miasta wchodzą obszary zabudowane przylegające do miasta, niebędące we władaniu rady miejskiej, takie jak Filton, Patchway, Bradley Stoke – jednocześnie wyklucza obszar niezabudowane będące w gestii rady miejskiej[4].
- Oficjalnie zdefiniowany „obszar miejski Bristolu”, używany do badań statystycznych obejmuje dodatkowo Kingswood, Mangotsfield, Stoke Gifford, Winterbourne, Frampton Cotterell, Almondsbury i Easton-in-Gordano[5].
- Określenie „Wielki Bristol”[6], używane jest np. przez administrację regionu South West England w odniesieniu do całej powierzchni miasta i trzech gmin wchodzących w skład unitary authority.

## Położenie geograficzne

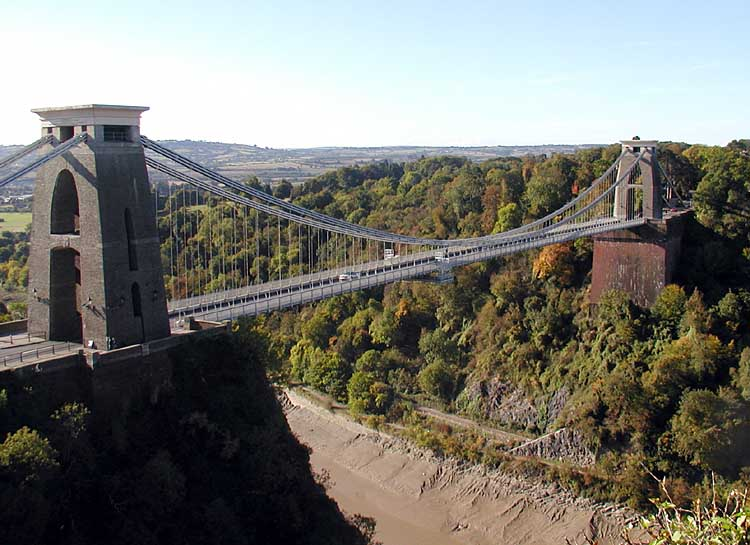
Clifton Suspension Bridge w wąwozie rzeki Avon

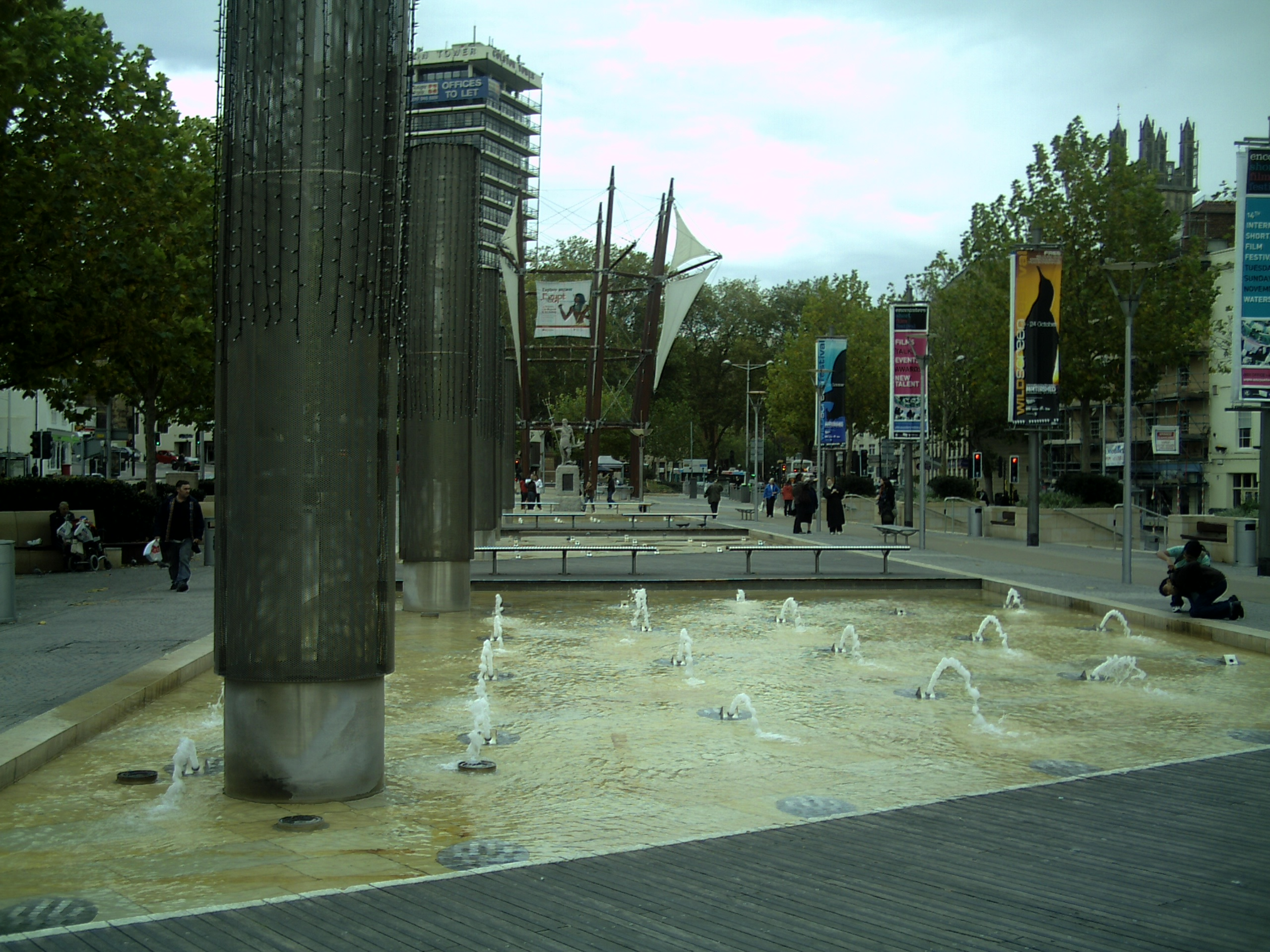
Centralny plac miasta

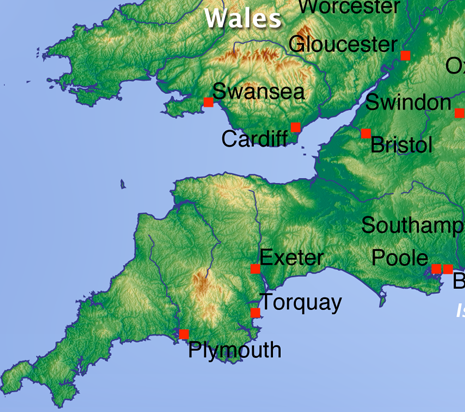
Bristol na mapie topograficznej południowo-zachodniej Anglii

Bristol znajduje się w południowo-zachodniej Anglii w pasie południowo-angielskich nizin, w obniżeniu między wzgórzami Mendip a Cotswold. Miasto położone jest w dolinie rzeki Severn, w jej końcowym odcinku przy ujściu do Kanału Bristolskiego. Leży nad rzeką Avon, ulegającą pływom morskim.
Obszar ujścia rzeki Severn, jak również pobliskie wzgórza i cała kotlina, uformowane są z wapienia. Rzeki Avon i Frome, przebijając się przez wapienne skały, przyczyniły się do powstania charakterystycznego pagórkowatego krajobrazu miasta. Rzeka Avon, płynąca od wschodu, z Bath, uformowała tzw. wąwóz Avon, częściowo wygładzony przez wody lodowcowe po ostatnim zlodowaceniu. Wąwóz niegdyś służył ochronie portu bristolskiego oraz dostarczał miastu materiałów budowlanych. Obszary bezpośrednio otaczające wąwóz są obecnie chronione przez zakaz budownictwa i eksploatacji gospodarczej. Wąwóz stanowi granicę administracyjną miasta Bristol i hrabstwa Somerset.

## Klimat
Bristol, znajdujący się na południu Anglii, jest jednym z najcieplejszych miast Wielkiej Brytanii, ze średnią roczną temperaturą między +10,2 a +12 °C; należy również do najbardziej nasłonecznionych brytyjskich miast: liczba godzin słonecznej pogody waha się pomiędzy 1531 a 1885. Te cechy klimatu miasto zawdzięcza osłaniającym je wzgórzom; położenie w pobliżu Kanału Bristolskiego zwiększa natomiast poziom opadów. Suma opadów wynosi 741 – 1 060 mm rocznie i jest zbliżona do średniej krajowej. Deszcz pada tu przez cały rok, jednak najbardziej deszczowe pory roku to jesień i zima. Miasto znajduje się pod silnym wpływem Oceanu Atlantyckiego, co sprawia, że średnia miesięczna temperatura nigdy nie spada poniżej 0 °C, choć niekiedy zdarzają się również mrozy. Bristol znajduje się w strefie bezśnieżnej, liczba śnieżnych dni w roku wynosi od 0 do 5. Latem przeważają dni ciepłe ze zmiennymi opadami, nasłonecznieniem i zachmurzeniem. Najbardziej zmienna jest wiosna, występują wtedy zarówno wysokie, niemal letnie temperatury, jak i przymrozki.
|              | I    | II   | III  | IV   | V    | VI   | VII  | VIII | IX   | X     | XI    | XII   | rok    |
| ------------ | ---- | ---- | ---- | ---- | ---- | ---- | ---- | ---- | ---- | ----- | ----- | ----- | ------ |
| temp max. °C | +7   | +8   | +11  | +15  | +18  | +21  | +23  | +23  | +20  | +15   | +11   | +8    | +15    |
| temp min. °C | +3   | +2   | +4   | +7   | +9   | +12  | +14  | +14  | +12  | +9    | +5    | +3    | +8     |
| opad mm      | 97,7 | 53,8 | 85,9 | 65,0 | 92,5 | 70,6 | 79,8 | 56,6 | 64,5 | 113,3 | 118,6 | 117,0 | 1015,3 |

Temperatury minimalne i maksymalne w poszczególnych miesiącach i opady w Bristolu

## Środowisko naturalne

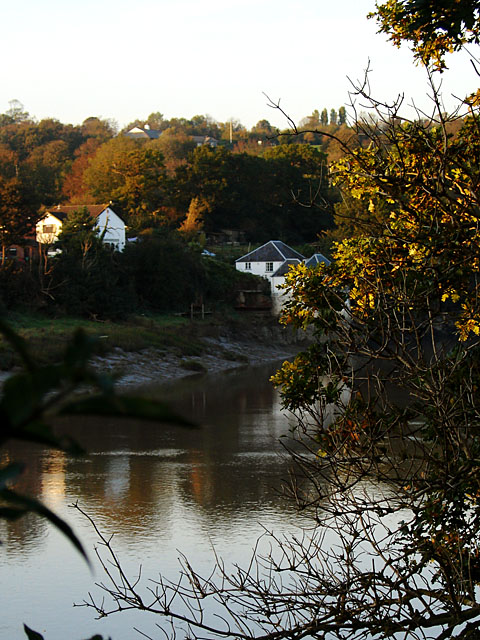
Prochownia w Shirehampton, obecnie rezerwat ptactwa wodnego

Zanieczyszczenie powietrza w mieście i jego bezpośrednim otoczeniu jest ściśle monitorowane. Najbardziej uciążliwym dla miasta związkiem jest dwutlenek azotu, pochodzący z produkcji przemysłowej. Do niedawna w powietrzu znajdowało się dużo ołowiu; problem zniknął jednak w 2003 po zamknięciu firmy Britannia Zinc. Jakość wód rzek jest monitorowana zarówno pod względem zanieczyszczenia biologicznego, jak i chemicznego; w 2008 stan wód był zadowalający, aczkolwiek ciągle istnieje zagrożenie bakteriami coli. Jak w każdym dużym mieście, w Bristolu istotnym problemem jest hałas. Największe natężenie hałasu drogowego występuje wzdłuż autostrad oraz w dzielnicy Eastville i miejscami przekracza 70 dB. Spośród wszystkich skarg na hałas złożonych przez mieszkańców miasta, 59% dotyczyło hałasu w budynku, związanego głównie z głośnym słuchaniem muzyki. Z innych zagrożeń dla środowiska wymienić należy nielegalne wyrzucanie śmieci; w takich sytuacjach władze miejskie reagują na bieżąco. Miasto walczy również z inwazją zawleczonych roślin i chwastów, rosnących głównie nad wodami. Należą do nich niecierpek gruczołowaty, rdestowiec ostrokończysty i barszcz Mantegazziego. Rośliny te sprowadzono w celach ozdobnych, brak naturalnych wrogów spowodował ich niekontrolowaną inwazję. Walkę z nimi rozpoczęto w 2007.
Na terenie miasta znajduje się 9 rezerwatów przyrody, głównie chroniących drzewostany i ptactwo. W Avonmouth, przemysłowej dzielnicy nad Kanałem Bristolskim znajduje się rezerwat ptactwa wodnego; w Manor Woods ochronie podlega kompleks leśno-łąkowy m.in. ze stanowiskiem czosnku niedźwiedziego. Na terenie rezerwatu występują również chronione w Anglii zimorodki.

## Historia

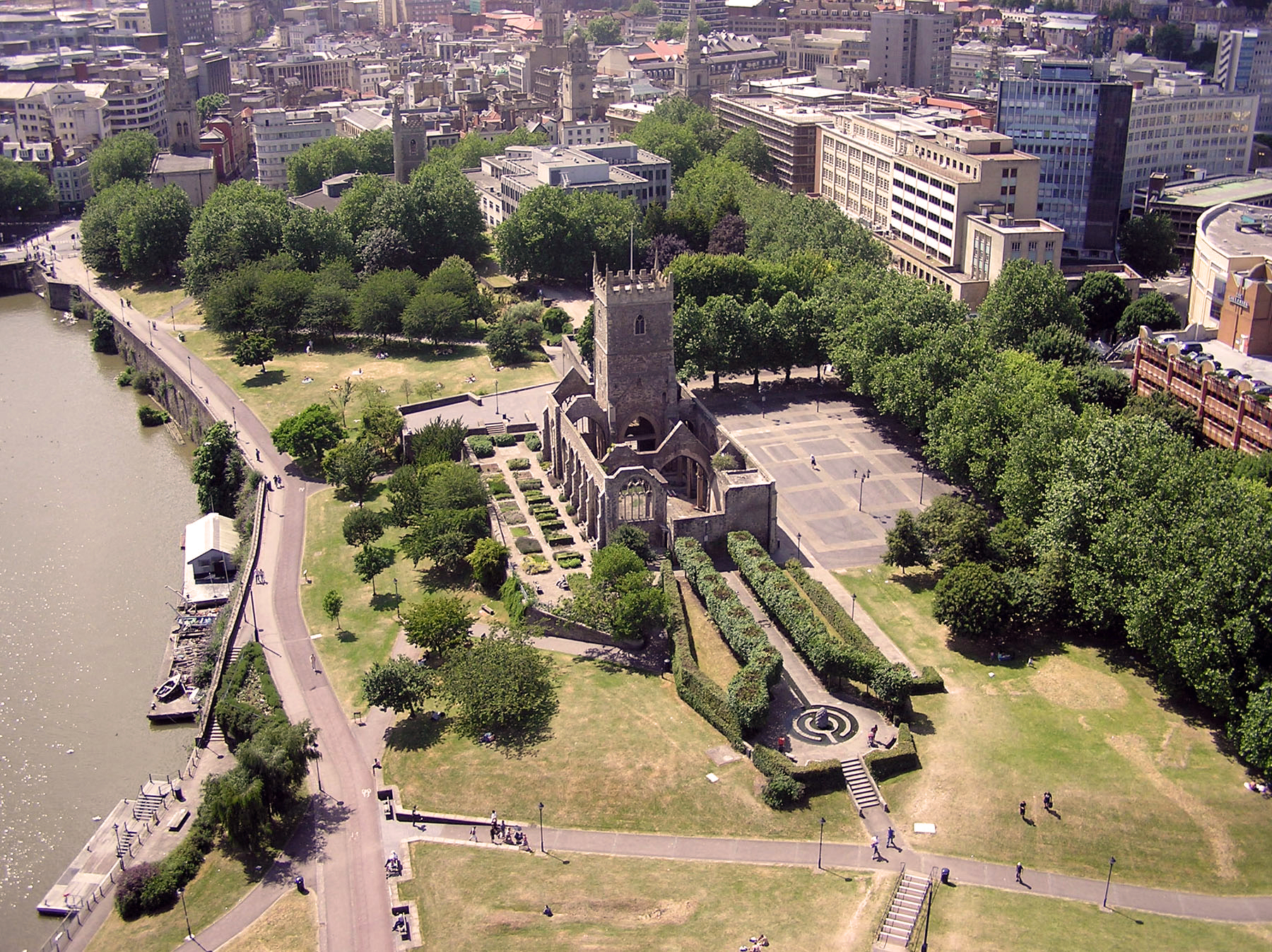
Ruiny kościoła św. Piotra w Castle Park

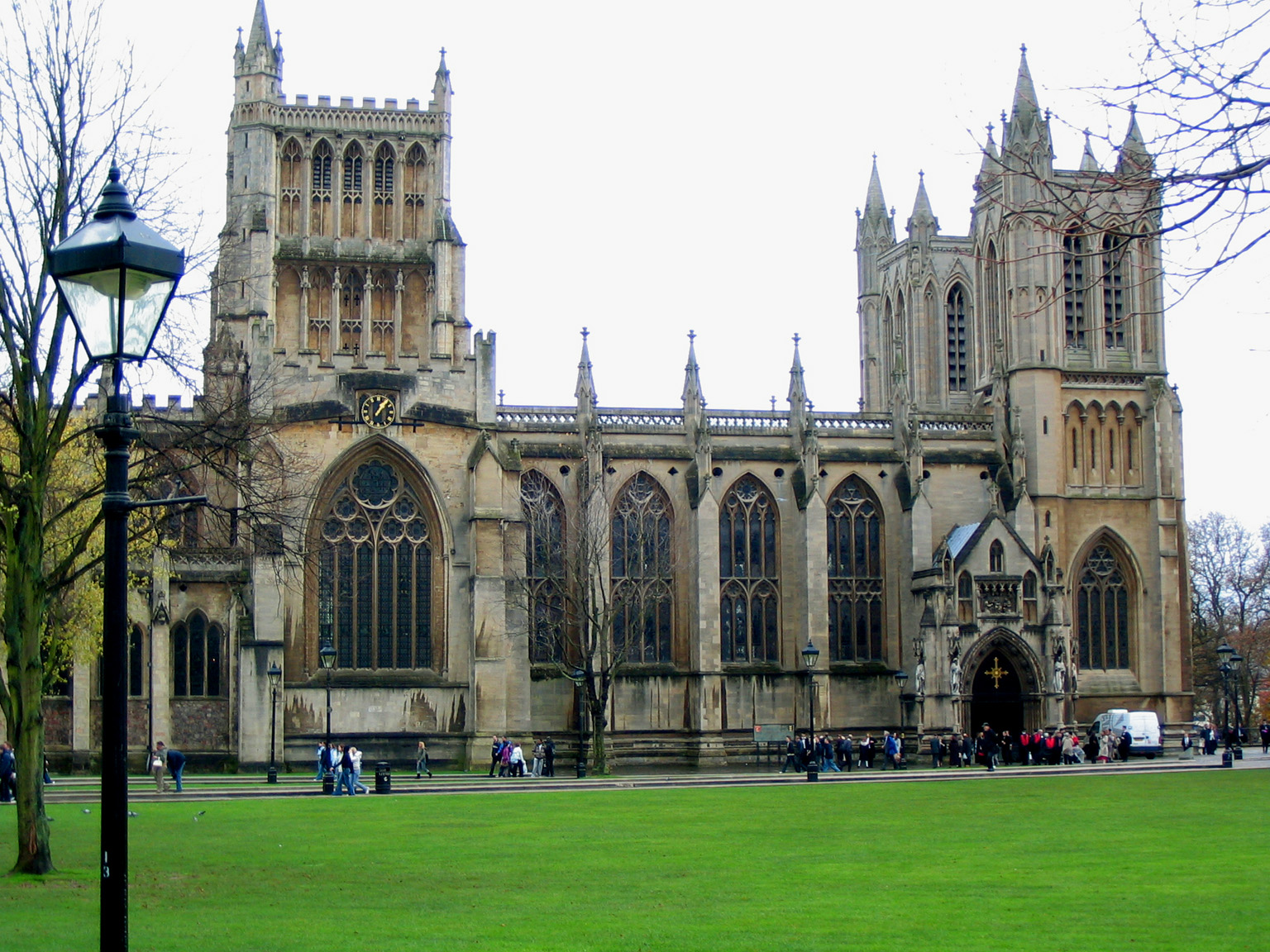
Katedra bristolska

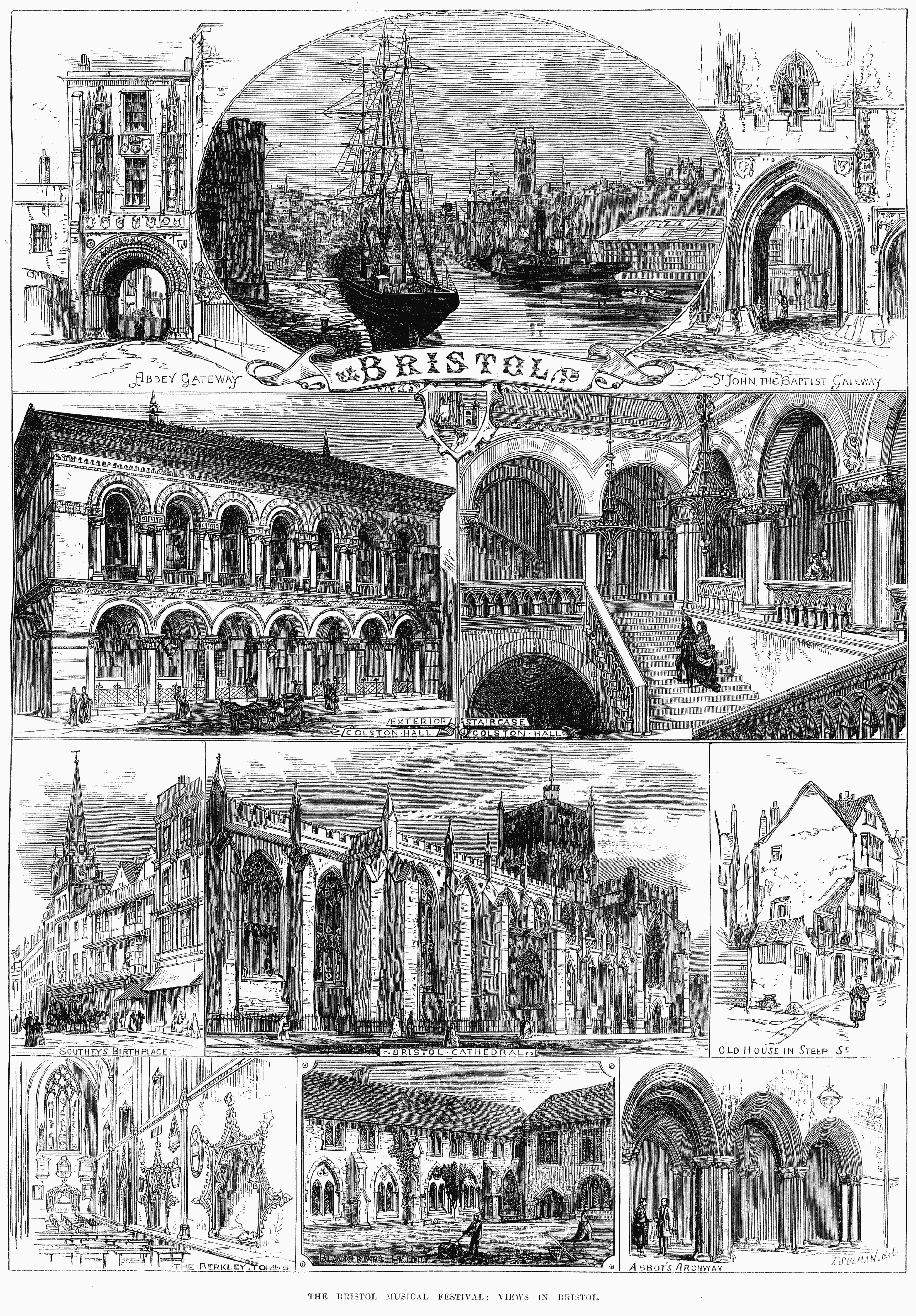
Miasto w 1873

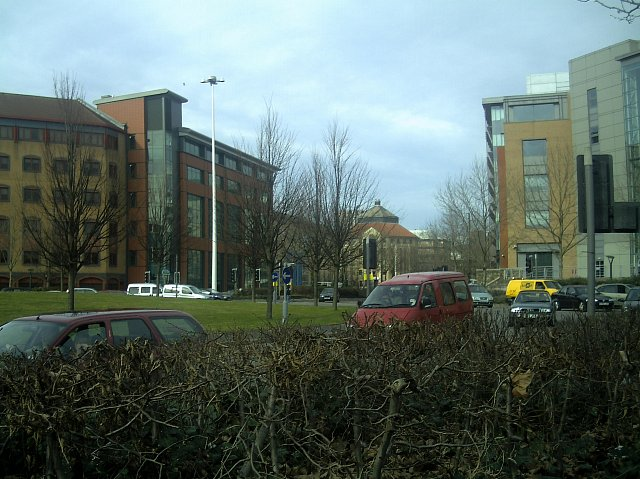
Nowa architektura na Temple Meads

### Prehistoria i czasy rzymskie
Znaleziska sprzed 60 000 lat dokonane w podbristolskim Shirehampton i St Annes dowodzą, że osadnictwo na tych terenach sięga paleolitu. Młodsze znaleziska w postaci śladów grodzisk, odkryte w pobliżu Leigh Woods i Clifton przy wąwozie Avon, pochodzą z epoki żelaza. W czasach panowania rzymskiego w miejscu współczesnego Bristolu istniała osada Abona, połączona traktem z Bath. W pobliżu znajdowała się też kolejna osada oraz pojedyncze wille i niewielkie forty rzymskie. Całość miała charakter wiejski, a najbliższym większym ośrodkiem w tamtych czasach było Bath. Zorganizowane miasto o nazwie Brycgstow pojawiło się w XI wieku. Jego nazwa w języku staroangielskim oznaczała miejsce z mostem.

### Średniowiecze
Bristol jest wspomniany w Domesday Book (1086) jako Bristou. Normanowie docenili dogodne dla celów obronnych położenie miasta. Pod ich rządami Bristol zyskał w XI wieku jeden z najpotężniejszych zamków południowej Anglii. Zamek ten odegrał ważną rolę w wojnie domowej po śmierci Henryka I. W 1138 twierdzę chciał zająć Stefan z Blois, jednak uznał ją za niemożliwą do zdobycia. Zamek istniał do XVI wieku.
Bliskość Kanału Bristolskiego i żeglowność Avonu spowodowały, że już w XII wieku miasto stało się poważnym portem, przez który przechodziła duża część towarów z i do Irlandii. W 1247 miasto otrzymało nowy most, który służył aż do 1760. Wówczas wybudowano kolejny most, istniejący do dzisiaj. Ułatwiona komunikacja i handel zaowocowały dalszą ekspansją terytorialną miasta, głównie poprzez wchłanianie pobliskich miejscowości. W ten sposób w 1373 powstało hrabstwo. Miasto rozwijało się także przemysłowo, stając się centrum szkutnictwa i drobnej wytwórczości. Port nadal utrzymywał swoje znaczenie; to stąd w 1497 wyruszyła wyprawa Giovanniego Caboto do Ameryki. W XIV wieku Bristol był czwartym pod względem wielkości miastem w Anglii z populacją szacowaną na 15-20 tys. osób. Po epidemii dżumy w latach 1348–1349 liczba ludności spadła do 10-12 tys. mieszkańców. Podobna wielkość zaludnienia utrzymała się aż do XVII wieku. Pod koniec średniowiecza kupcy przewieźli do miasta i spopularyzowali kwiat firletki chalcedońskiej. Jest ona do dziś nieoficjalnym symbolem miasta.

### Czasy nowożytne
W 1542 w miejsce dotychczas istniejącego opactwa św. Augustyna założono diecezję bristolską Kościoła Anglikańskiego, a sam kościół zyskał rangę katedry. W efekcie miastu został natychmiast nadany status city. W czasie angielskiej wojny domowej Bristol był okupowany przez rojalistów. Miasto zostało opanowane pomimo umocnienia średniowiecznych fortyfikacji.
Wzrost liczby ludności i uprzemysłowienie miasta związane były z rozwojem brytyjskich kolonii w Ameryce i szybkim wzrostem udziału w handlu niewolnikami. Bristol wraz z Liverpoolem stały się centrum tego handlu. W latach 1700–1807 ponad 2 000 statków z Bristolu przewiozło co najmniej 0,5 mln niewolników z Afryki do obu Ameryk. Rywalizacja z Liverpoolem od około 1760, ograniczenia w handlu morskim w czasie wojen napoleońskich i zakaz handlu niewolnikami w 1807 złożyły się na zacofanie techniczne Bristolu w porównaniu z nowymi centrami przemysłowymi północnej Anglii. W tym czasie rozpoczęła się fala emigracji bristolskich rybaków; początkowo tylko pływali oni do Nowej Fundlandii, by z czasem zakładać tam osady i zostawać na stałe.
Po zerwaniu handlu na skutek wojny z Francją (1793) i zlikwidowaniu w 1807 handlu niewolnikami, miasto podupadło na znaczeniu, przegrywając wyścig z Liverpoolem i centrami przemysłowymi północnej Anglii i West Midlands. W dodatku położenie portu w wąwozie Avon, zbawienne i dające bezpieczeństwo w średniowieczu, stało się uciążliwe pod koniec XVIII wieku wobec występujących codziennie pływów. Utworzenie „pływającego portu”, zaprojektowanego przez Williama Jessopa, ostatecznie nie doszło do skutku. Pomimo to zaludnienie Bristolu wzrosło w przeciągu XIX wieku pięciokrotnie, głównie na fali rewolucji technicznej. Tereny podmiejskie przeszły gwałtowną deruralizację, rozwój miasta wiązał się z rozwojem handlu i nowego przemysłu. Początkowo liczono też na znajdujące się w sąsiedztwie Bristolu niewielkie złoża węgla, lecz ich wydobycie okazało się nieopłacalne, choć powstało niewiele kopalń. Do rozwoju technicznego miasta przyczynił się zwłaszcza inżynier Isambard Kingdom Brunel, który zaprojektował kolej łączącą Bristol i stację London Paddington, dwa pionierskie statki SS Great Britain i SS Great Western, oraz most Clifton Suspension Bridge. Pierwszą kaplicę metodystów w mieście założył w 1739 John Wesley. Na przełomie wieków, w latach 1793–1831 przez miasto przetoczyło się kilka fal strajków w proteście przeciw zbyt wysokiemu mytu na moście miejskim. Strajki miały też miejsce po odrzuceniu paktu reform z 1832.

### Czasy najnowsze
Podczas II wojny światowej Bristol poważnie ucierpiał wskutek nalotów bombowych. Pierwszy nalot miał miejsce 2 listopada 1940 – na miasto zrzucono w sumie 15 000 bomb. 24 listopada zbombardowano szpital św. Piotra i cztery bristolskie kościoły. Burmistrz miasta, Alderman Thomas Underwood powiedział: „Miasto kościołów stało się w jedną noc miastem ruin”. Najdłuższe bombardowanie miało miejsce w nocy z 3 na 4 stycznia 1941 i trwało 12 godzin. Niemcy zrzucili też wówczas największą bombę zwaną „Szatanem”, o wadze 2 000 kg i długości 250 cm (bez stateczników), bomba jednak nie wybuchła. Później zademonstrowano ją podczas obchodów Dnia Zwycięstwa w Londynie.
Po wojnie centrum miasta całkowicie odbudowano w stylu brutalistycznym, z dużą liczbą bloków mieszkalnych i gruntowną rozbudową ulic. Obecnie wyburza się bloki w centrum miasta, zastępując je architekturą postmodernistyczną. Doki przeniesiono do pobliskiego Avonmouth, 11 km od centrum miasta, a odbudowane doki w śródmieściu przeznaczono na użytek małej żeglugi. W 2000 oddano do użytku centrum edukacyjne i wystawowe @Bristol. Budowa pochłonęła 44,3 mln funtów z funduszy loterii narodowej a 43,4 mln funtów wnieśli partnerzy komercyjni. Przy tej okazji przeprowadzono też renowację dzielnicy przy dokach.

## Polityka i administracja
Rada miejska Bristolu składa się z 70 radnych reprezentujących 35 dzielnic. Na jedną dzielnicę przypada więc dwóch radnych, każdy z nich sprawuje urząd przez cztery lata, przy czym obydwu radnych nigdy nie wybiera się równocześnie. Obecna (2008) rada jest zdominowana przez labourzystów, choć od 2005 zaznacza się również silny wpływ liberałów, na skutek czego lewica sprawuje rządy mniejszościowe. Bristol jako unitary authority ma też pięciu własnych deputowanych do Izby Gmin parlamentu brytyjskiego (w 2008 było nimi czterech labourzystów i jeden liberał). Są oni wybierani w czterech okręgach wyborczych: Bristol East, Bristol South, Bristol West oraz Kingswood. Począwszy od następnych wyborów granice okręgów zostaną zmienione tak, aby pokrywały się z granicami hrabstwa.
Hrabstwo ma od czasów średniowiecza wyjątkowy w skali Anglii status. W 1835 hrabstwo przyłączyło niezależne miasto Clifton, a po wprowadzeniu w 1889 nowej jednostki administracyjnej – gminy na prawach hrabstwa (county borough) – status ten został nadany Bristolowi. Podczas reformy administracyjnej w 1974 przyłączono do miasta na krótko hrabstwo Avon, a w 1996 Avon odzyskał prawa hrabstwa a miastu nadano status unitary authority.
Dzielnice:
- Ashley, Avonmouth & Lawrence Weston, Bishopston & Ashley Down, Bedminster, Bishopsworth, Brislington East, Brislington West, Central, Clifton, Clifton Down, Cotham, Easton, Eastville, Filwood, Frome Vale, Hartcliffe & Withywood, Henbury & Brentry, Hengrove & Whitchurch Park, Hillfields, Horfield, Hotwells & Harbourside, Knowle, Lawrence Hill, Lockleaze, Redland, St. George Central, St. George Troopers Hill, Southville, Stockwood, Southmead, St. George West, Stoke Bishop, Westbury-on-Trym & Henleaze i Windmill Hill[44].

## Demografia

### Ludność
Statystyki wykonane w 2008 przez Narodowe Biuro Statystyk ustalają zaludnienie Bristolu na 416 900 osób, co daje miastu czterdziestą siódmą pozycję na liście hrabstw ceremonialnych Anglii. Zgodnie ze spisem powszechnym z 2001 w granicach obszaru zabudowanego mieszkało 420 556, a w całym obszarze unitary authority – 551 066 mieszkańców. daje to przy przyjętej powierzchni 104,7 km² gęstość zaludnienia 4 015 osób na kilometr kwadratowy, co jest siódmym pod względem zagęszczenia obszarem w Anglii.
Zgodnie z szacunkami na 2005, 89,3% populacji było białej (średnia dla Wielkiej Brytanii 89,1%), 3,9% stanowili Azjaci (bez Chińczyków, średnia brytyjska 5,3%), 2,8% określało się jako czarnoskórych lub czarnoskórych Brytyjczyków (przy 2,7% w skali kraju), 1,2% to Chińczycy (0,7% w Wielkiej Brytanii).

### Zatrudnienie
W 2007 w mieście pracowało 67,9% osób w wieku aktywności zawodowej, co jest wysokim wskaźnikiem w porównaniu z regionem South West England – 60,15, jak i średnią krajową – 62,2%. Liczba osób w wieku produkcyjnym wynosiła 76,7% i była niższa od wskaźnika ogólnobrytyjskiego (78,6%). Najwięcej osób pracowało w usługach, następnie w finansach, administracji publicznej, następnie w hotelarstwie i turystyce. Średni tygodniowy zarobek brutto wynosił 460,1 GBP i był o 1,5 funta wyższy od średniej krajowej. Bezrobocie w 2006 wynosiło 5% i było nieznacznie niższe niż średnia krajowa – 5,2%. Krzywa bezrobocia nie odbiega w ciągu ostatnich dziesięciu lat od wskaźników i tendencji ogólnokrajowych.

### Polonia
W Bristolu działają placówki polonijne, m.in.: Oddział Polski Niepodległej, Poland Bridge Association Bristol, Polska Katolicka Sobotnia Szkoła im Jana Pawła II.

### Mniejszości seksualne

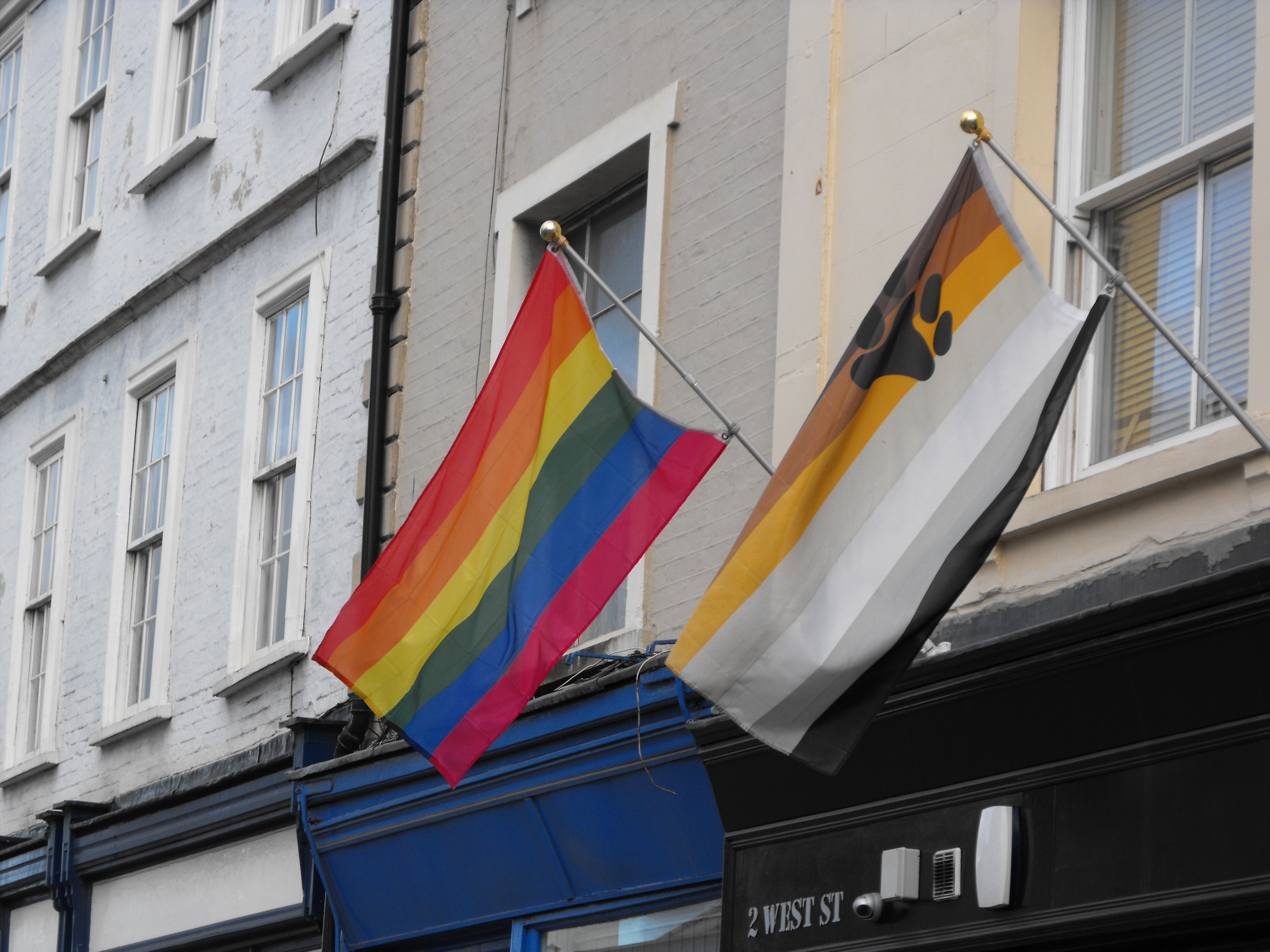
Flaga gejowskiego ruchu bears nad pubem na West Street

Bristol jest miastem deklarującym pozytywne nastawienie do środowisk LGBT. Władze miasta prowadzą kampanię informacyjną adresowaną do tych środowisk, istnieje specjalna strona internetowa prowadząca poradnictwo i działalność informacyjną zgodnie z polityką równości w różności. W mieście działa 11 stowarzyszeń grupujących homo- i biseksualistów, między innymi serwis zdrowotny i mediacyjny dla par przeżywających kryzys. Działają kluby dla gejów, organizowane są koncerty, imprezy środowiskowe i integrujące.

## Religia

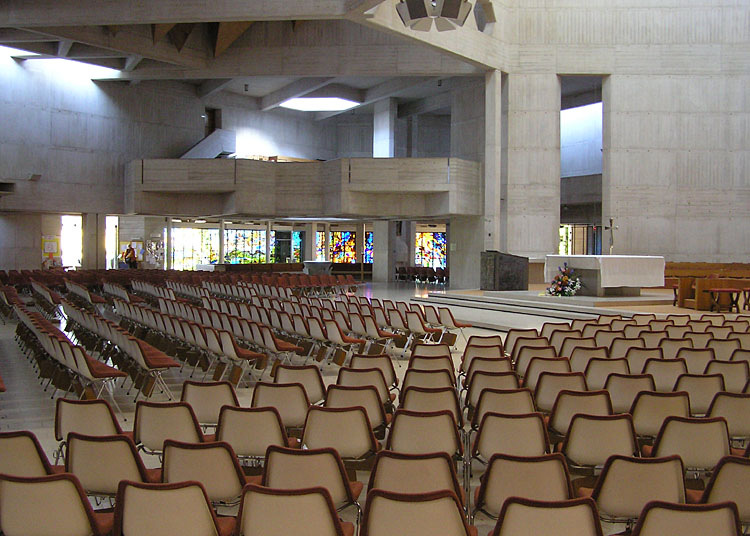
Katedra katolicka w Clifton

Bristol jest miastem, na którego historii religia odcisnęła duże piętno. Od XVI wieku był siedzibą diecezji i miastem katedralnym, posiadającym status city. Obecnie najbardziej rozpowszechnioną religią w mieście jest chrześcijaństwo – przyznaje się do niego 60% mieszkańców miasta (72% dla całej Anglii). Jako niewierzący określa się 25 procent mieszkańców (15% w skali kraju), 2% wyznaje islam, żadna inna religia nie ma powyżej procenta. 1,7 procent określiło swą religię jako „rycerz Jedi”, co jest dziewiątym wynikiem w Anglii – oficjalnie nie traktuje się tego jak wyznanie i choć statystyki podają wyniki, nie uwzględniają w klasyfikacji religii.
Kościół anglikański podlega diecezji bristolskiej obejmującej również Swindon, a jej głównym kościołem jest bristolska katedra. Diecezja bristolska kościoła katolickiego, podległa prowincji Birmingham, ma swoją siedzibę w Clifton.

## Gospodarka

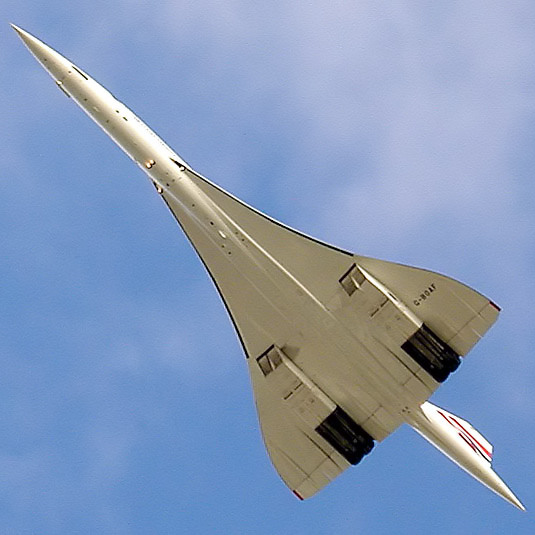
Najbardziej znany produkt z Bristolu. Ostatni lot Concorde’a

Miasto należy do dobrze prosperujących. PKB na głowę wyniósł w 2001 ok. 15,5 tys. £, co jest wartością o 23% większą niż średnia krajowa. Daje to Bristolowi trzecią pozycję w Anglii, po Londynie i Nottingham, piątą w Wielkiej Brytanii i 34. w Unii Europejskiej pod tym względem. Bezrobocie w ostatnich latach spadło i zrównało się ze średnią krajową.
Bristol od zawsze był dużym portem handlowym, głównie w dziedzinie importu tytoniu, do XVIII wieku również handlowano tu niewolnikami. Obecnie jest dużym portem przeładunkowym i największym importerem aut w Wielkiej Brytanii. Po wydzierżawieniu portu w 1991 zainwestowano w niego 330 mln £ i przeładunki wzrosły z 4 mln ton do 12.
Obecnie podstawą gospodarki miasta jest przemysł lotniczy, następnie sektor finansowy, informatyczny oraz turystyka. Przemysł lotniczy daje zatrudnienie ponad 40 000 ludziom i obejmuje nie tylko takie kluczowe firmy jak Rolls-Royce, British Aircraft Corporation, która produkowała Concorde czy Airbus, ale również małe i średnie przedsiębiorstwa. Szacuje się, że 76% dostawców z regionu dla tej gałęzi przemysłu to firmy małe i średnie a ich liczba wciąż wzrasta. Organizacja grupująca podmioty z branży, w 2003 zanotowała podwojenie liczby członków. Dobór kadr opiera się przede wszystkim o absolwentów miejskich uczelni; oba uniwersytety mają wydziały inżynierii lotniczej. Przemysł lotniczy ma w mieście duże tradycje: już w I wojnie światowej używano wyprodukowanych w mieście samolotów Bristol F.2 Fighter, podczas drugiej wojny używano samolotów Bristol Blenheim i Bristol Beaufighter (dlatego właśnie miasto przeszło serię zmasowanych ataków bombowych). W latach pięćdziesiątych przestawiono produkcję na samoloty cywilne. Firma od czasów wojny produkowała również ręcznie wykonywane samochody i autobusy. W 1960 doszło do rozdzielenia się części zakładów i powołania niezależnych firm. Obecnie w mieście znajduje się firma wytwarzająca balony na ogrzane powietrze.
Sektor finansowy zatrudnia 40 tys. pracowników. W mieście działa 400 firm zaawansowanych technologii włącznie z krajowym laboratorium badawczym Hewlett-Packarda. Bristol jest siódmym miejscem pod względem liczby odwiedzin obcokrajowców – do miasta przyjeżdża 9 mln gości.

## Nauka i szkolnictwo

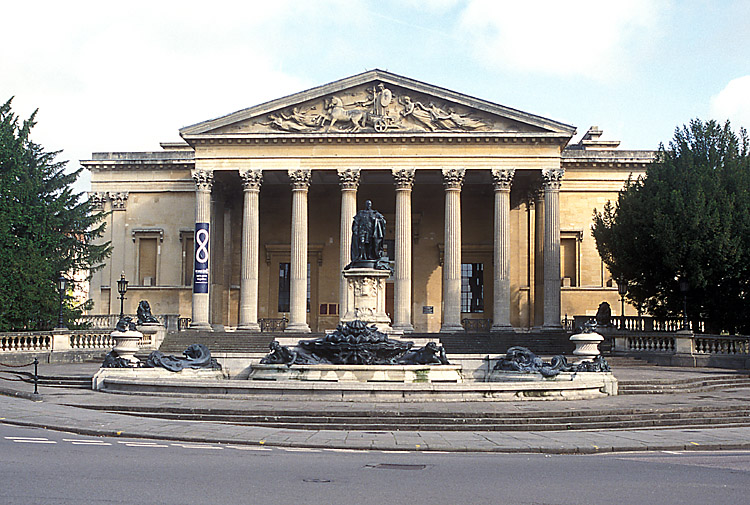
Uniwersytet Bristolski – Victoria Rooms

W Bristolu znajdują się dwie wyższe uczelnie: Uniwersytet Bristolski oraz Uniwersytet Zachodniej Anglii (dawniej Politechnika Bristolska, która zyskała status uniwersytecki w 1992). W mieście znajduje się również pięć koledżów, w tym trzy o charakterze religijnym i teologicznym: Trinity College, Wesley College oraz Bristol Baptist College. Miasto dysponuje 129 placówkami nauczania początkowego, siedemnastoma szkołami średnimi i trzema miejskimi placówkami edukacyjno-oświatowymi. Po ścisłym centrum Londynu, Bristol znajduje się na drugim miejscu w Wielkiej Brytanii pod względem nasycenia szkołami niepublicznymi. Między nimi znajduje się Red Maid’s School, założona w 1634 przez Johna Whitsona i będąca najstarszą w Anglii szkołą dla dziewcząt.
Miasto ma duże tradycje naukowe. Uniwersytet Bristolski zalicza się do starszych w Anglii, tak zwanych red brick universities. W 1900 liczył czterystu studentów i miał jeden z najwyższych odsetków studentek, ok. 35%. W Bristolu pracowali nobliści Paul Dirac (nagroda w 1933 za osiągnięcia w dziedzinie mechaniki kwantowej) oraz Cecil Frank Powell (nagroda w 1950 za fotograficzną metodę obserwacji procesów jądrowych_. W mieście pracował również wybitny dziewiętnastowieczny chemik Humphry Davy. W 2005 angielski kanclerz skarbu uznał ponadczasowe osiągnięcia miasta w dziedzinie nauki i techniki, wymieniając je na liście sześciu „miast nauki” i obiecał sfinansowanie miastu parku nauki na przedmieściu Emerson’s Green kosztem 330 milionów funtów.

## Zabudowa i architektura

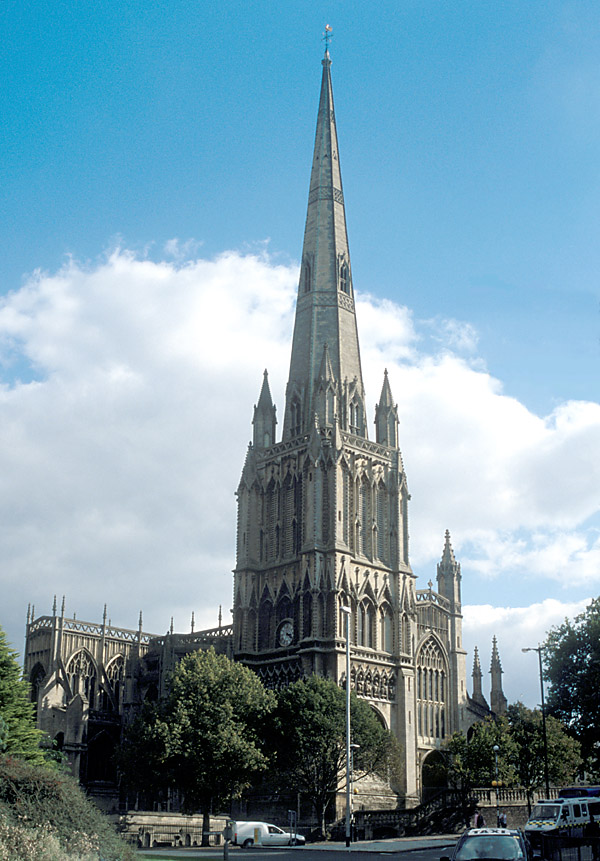
Kościół St. Mary Redcliffe

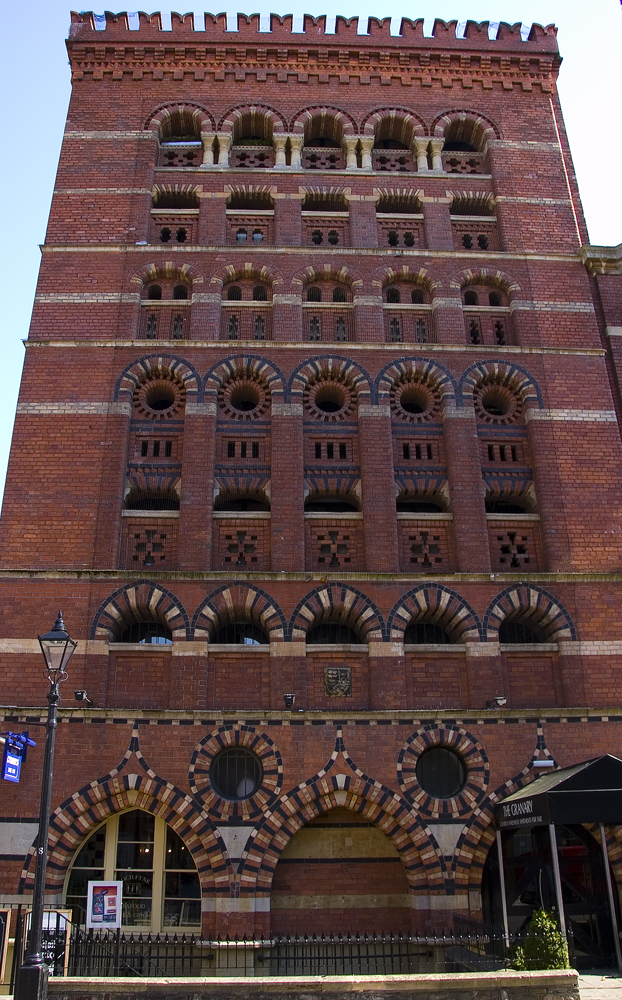
Spichlerz – przykład bristolskiego stylu bizantyńskiego

Miasto charakteryzuje się zabudową eklektyczną. Można tu znaleźć większość stylów, od średniowiecza aż po najnowsze tendencje w architekturze. W XIX wieku miasto wykształciło swój własny styl, tzw. bristolski styl bizantyjski, którego przykłady przetrwały do dziś.

### Architektura średniowieczna
W średniowieczu istniał w mieście duży zamek normański, który przestał być używany w XVI wieku, kiedy zamieniono go w więzienie. W 1656 Oliver Cromwell nakazał jego zburzenie. Miasto rozwijało się w okolicy zamku, przy Starym Targu (Old Market), istniejącym od XII wieku. Najstarszym zachowanym budynkiem w Bristolu jest St James Priory, zbudowany w 1129. Inne przykłady budownictwa średniowiecznego to kościoły Wszystkich Świętych (All Saints) oraz św. Filipa i Jakuba. Kościół zakonu templariuszy znajduje się obecnie w stanie ruiny. Katedra w Bristolu została zbudowana w 1140 przez Roberta Fitzhardinga, ziemianina bristolskiego. Do dziś przetrwał częściowo kościół St Mary Redcliffe – najstarsze elementy znajdują się w przebudowanym kościele o tej samej nazwie, zarazem najwyższym budynku w mieście.

### Architektura czasów Tudorów i Stuartów
Okres architektury w stylu Tudorów przypadł na czas odbudowy miasta po pladze czarnej śmierci i charakteryzował się budową obiektów świeckich, głównie dworków i pałaców. Przykładem takiego budownictwa jest Ashton Court. Budowano je głównie dla kupców, którzy bogacili się na handlu w porcie bristolskim. Z tego okresu pochodzi Royal Fort, do którego wycofali się rojaliści w angielskiej wojnie domowej. Fort został zdobyty przez parlamentarzystów i zburzony, obecnie częściowo odbudowany, znajduje się w posiadaniu Uniwersytetu Bristolskiego. W okresie tym powstało również kilka kościołów, głównie zbudowanych poza ścisłym centrum miasta. Kupcy fundujący te obiekty nie chcieli dodatkowo zagęszczać i tak już zaludnionego i niezdrowego centrum. Za czasów Stuartów prowadzono dalszą ekspansję terytorialną miasta, budowano również dwory takie jak Goldney Hall i Kings Weston. Okres ten przypada na handel niewolnikami, którego port bristolski był ważnym elementem; handlarze budowali obok posiadłości ziemskich również duże domy w centrum i bezpośrednim otoczeniu. Przykład takiej architektury znaleźć można na Queen Square.

### Czasy georgiańskie i wiktoriańskie
Nowy most, zbudowany w 1732, zagwarantowany został miastu ustawą parlamentarną. Doprowadziło to do konieczności przebudowy części centrum; wyburzono trzydzieści domów bezpośredniej okolicy mostu, kościół św. Mikołaja i tzw. Stare Jatki (Old Shambles). W 1766 Teatr Królewski, najstarszy z nieprzerwanie działających teatrów angielskich, przeniósł się do siedziby Copper’s Hall. Budownictwo świeckie obfitowało w liczne kamienice, takie jak np. Georgian House Hall, w którym mieli się po raz pierwszy spotkać William Wordsworth i Samuel Taylor Coleridge. Początek XIX wieku przypada na okres rozwoju architektury w stylu regencji, charakteryzujący się kolumnami przy wejściu frontowym, trójkątnym zwieńczeniem dachu i lekkością budowy. Z tego okresu pochodzi Victoria Rooms i budynek muzeum miejskiego. Było to jednak tylko wstępem do epatującej bogactwem architektury wiktoriańskiej. Dla Bristolu to okres prosperity i rozwoju terytorialnego, toteż większość budownictwa w tym stylu znajduje się na przedmieściach miasta, głównie w Clifton. Okres ten charakteryzuje się również dużym rozwojem budownictwa dla robotników, głównie na przedmieściach Bristolu.
Z końca dziewiętnastego wieku pochodzi styl w architekturze przemysłowej zwany bristolskim stylem bizantyjskim. Odznaczał się głównie wykorzystaniem polichromicznej cegły i dekoracyjnymi łukami. W stylu tym budowano głównie budynki fabryczne, magazynowe i miejskie. Do dziś zachowały się m.in. Colston Hall i spichlerz (patrz fotografia). Do budowy wykorzystywano piaskowiec wydobywany z okolicy – z niego powstała między innymi stacja Bristol Temple Meads.

### XX wiek i architektura współczesna
Minione stulecie to okres dalszego rozwoju miasta i poszerzania granic. Z początku wieku pochodzi Willis Memorial Building, oddany do użytku w r. 1912, obecnie siedziba uniwersytetu. Budynek, wybudowany w stylu neogotyckim, miał przypominać uniwersyteckie budowle z Oksfordu i Cambridge. Podczas II wojny światowej miasto przeszło szereg bombardowań – między innymi całkowicie zniszczono handlową dzielnicę Broadmead. Po wojnie odbudowano miejsce w stylu brutalistycznym, z przewagą wieżowców i bloków mieszkalnych (patrz panorama miasta). Obecnie odbudowano i zmodernizowano całkowicie Broadmead, niszcząc również powojenne wieżowce.

## Zabytki
- Clifton Suspension Bridge z XIX wieku – dzieło brytyjskiego inżyniera Isambarda Kingdom Brunela
- katedra bristolska z XII wieku
- kościół St. Mary Redcliffe z XIII–XV wieku
- kaplica St. Mark’s
- domy z XV i XVI wieku
- budynek dworca kolejowego Bristol Temple Meads
- stary budynek dworca kolejowego Bristol Temple Meads, obecnie Muzeum Imperium Brytyjskiego
- hala peronu I dworca Bristol Temple Meads

## Transport

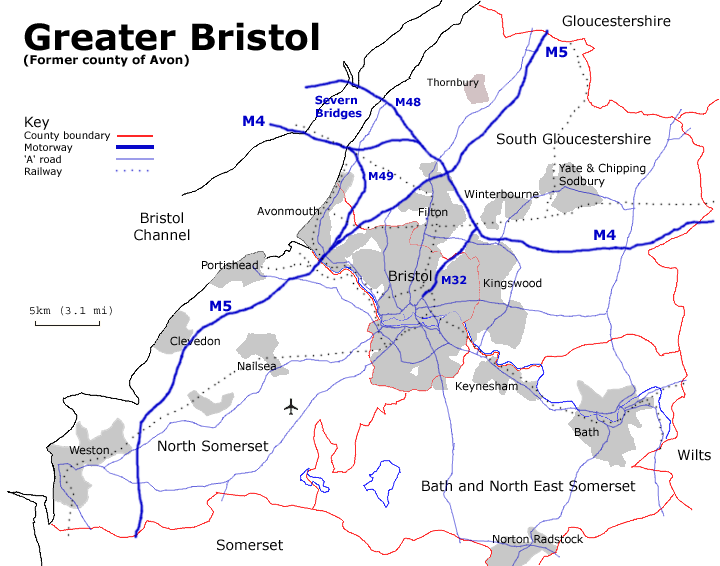
System komunikacyjny Bristolu

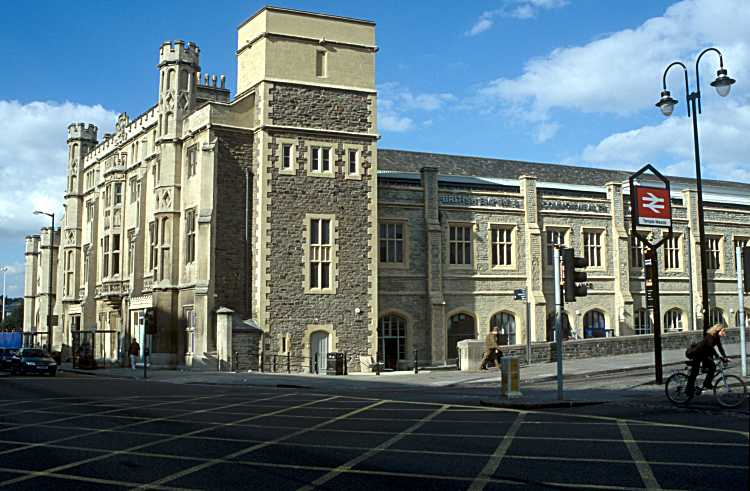
Najstarszy istniejący dworzec kolejowy świata

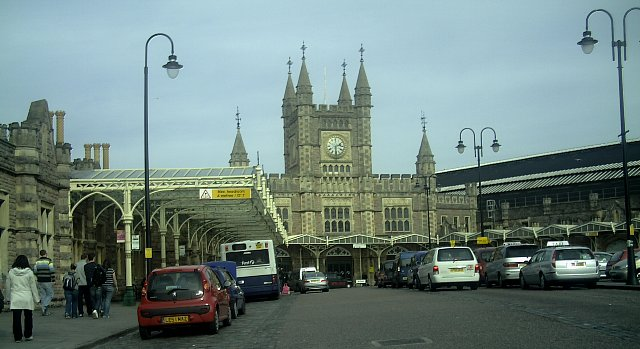
Dworzec Temple Meads obecnie

Bristol leży na przecięciu ważnych szlaków drogowych – autostrad M 4 i M 5, jak również linii kolejowych łączących Walię z Londynem i południowy Zachód Anglii z północą i Szkocją. Podstawę transportu lokalnego stanowią autobusy, do celów turystycznych służy linia promowa. Miasto posiada lotnisko międzynarodowe.

### Transport kolejowy
Bristol leży na przecięciu szlaków kolejowych z Cardiff i Swansea do Londynu oraz z Penzance do Birmingham i dalej do Szkocji. Miasto ma również lokalne linie do Avonmouth i Swindon. Na terenie miasta znajdują się dwa dworce kolejowe: Bristol Temple Meads, obsługujący ruch kombinowany samochodowo – kolejowy oraz Bristol Parkway, a także trzynaście przystanków do obsługi ruchu podmiejskiego.
Początki sięgają 1840, kiedy oddano do użytku dworzec Bristol Temple Meads, zaprojektowany i wykonany przez Isambarda Kingdom Brunela. Pierwszy budynek dworcowy, w którym obecnie mieści się Muzeum Imperium Brytyjskiego, jest obecnie najstarszym istniejącym budynkiem dworcowym świata i jest zabytkiem klasy I, zgłoszonym do listy światowego dziedzictwa UNESCO. Istniejący budynek dworca wzniesiono w 1870. Obecnie pod względem obsługi ruchu pasażerskiego znajduje się na 19. miejscu w Wielkiej Brytanii, a 15 poza Londynem. Obsługuje 6 549 000 pasażerów rocznie, a od 2002 liczba podróżnych zwiększyła się o 26 procent

### Transport drogowy
Miasto leży przy przecięciu się autostrad M5 z Exeteru do Birmingham oraz M4 z Londynu do Cardiff i Swansea. Uzupełniają je droga krajowa A32 łącząca M4 z centrum miasta i dzielnicą Ashley Down oraz autostrada M49 z Bristolu do mostu na rzece Severn. W granicach miasta leży duży punkt serwisowy na autostradzie M5 – Gordano. Przez miasto przebiegają trasy autobusów dalekobieżnych wszystkich ważnych linii, łącznie z National Express.

### Transport miejski i lokalny
Miasto nie jest dobrze obsługiwane przez system kolei podmiejskiej, nieracjonalny ze względu na ukształtowanie terenu. Ciężar obsługi ruchu miejskiego spoczywa na autobusach. Linie lokalne obsługuje kilka firm, a dwie największe z nich to First Travel i Wessex Connect. Do celów turystycznych wykorzystywane jest połączenie promowe rzeką Avon do portu w Avonmouth. Mimo położenia na wzgórzach, miasto jest przyjazne dla rowerzystów. W przeciwieństwie do wielu innych miast, jednoślady mogą korzystać z torów autobusowych i kontrpasów. Miasto posiada gęstą sieć dróg rowerowych, zarówno w mieście, jak i o znaczeniu rekreacyjno-turystycznym. W regionie do pracy rowerem dojeżdża 3,6% populacji.
| Środek transportu                  | Bristol % | Anglia % |
| ---------------------------------- | --------- | -------- |
| Samochód                           | 55.20     | 61.78    |
| Pieszo                             | 12.78     | 9.68     |
| Autobus                            | 11.08     | 4.72     |
| Pasażer samochodu                  | 6.35      | 6.77     |
| Rower                              | 4.12      | 2.52     |
| Motocykl                           | 1.67      | 1.06     |
| Pociąg                             | 0.76      | 3.12     |
| Taxi                               | 0.25      | 0.36     |
| Inne                               | 0.31      | 0.49     |
| Odległość z pracy do domu w milach | 7.40      | 9.48     |

Sposób dojazdu do pracy mieszkańców Bristolu w porównaniu z przeciętną krajową

### Transport lotniczy
Lotniskiem miasta jest Port lotniczy Bristol (BRS/EGGD), znajdujący się na południowych przedmieściach między Bristolem i Nailsea, odnowiony gruntownie w 2001. Możliwe są połączenia z Polską (Katowicami, Poznaniem, Warszawą, Krakowem, Gdańskiem, Łodzią, Wrocławiem, Rzeszowem).

## Kultura

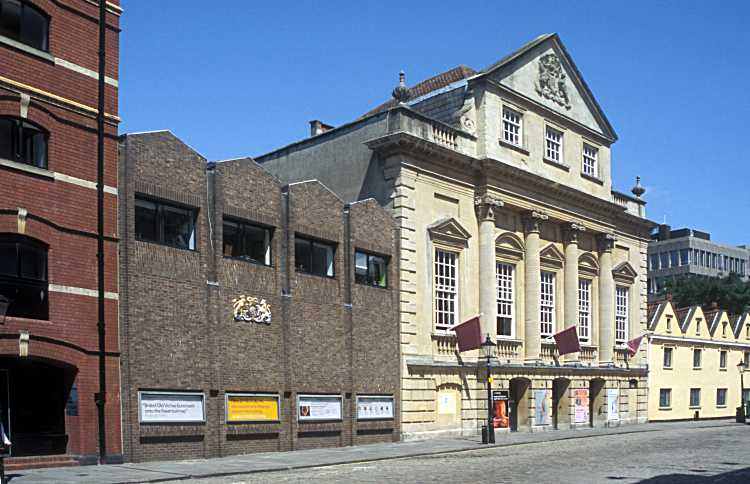
Old Vic, siedziba najstarszego nieprzerwanie działającego teatru angielskiego

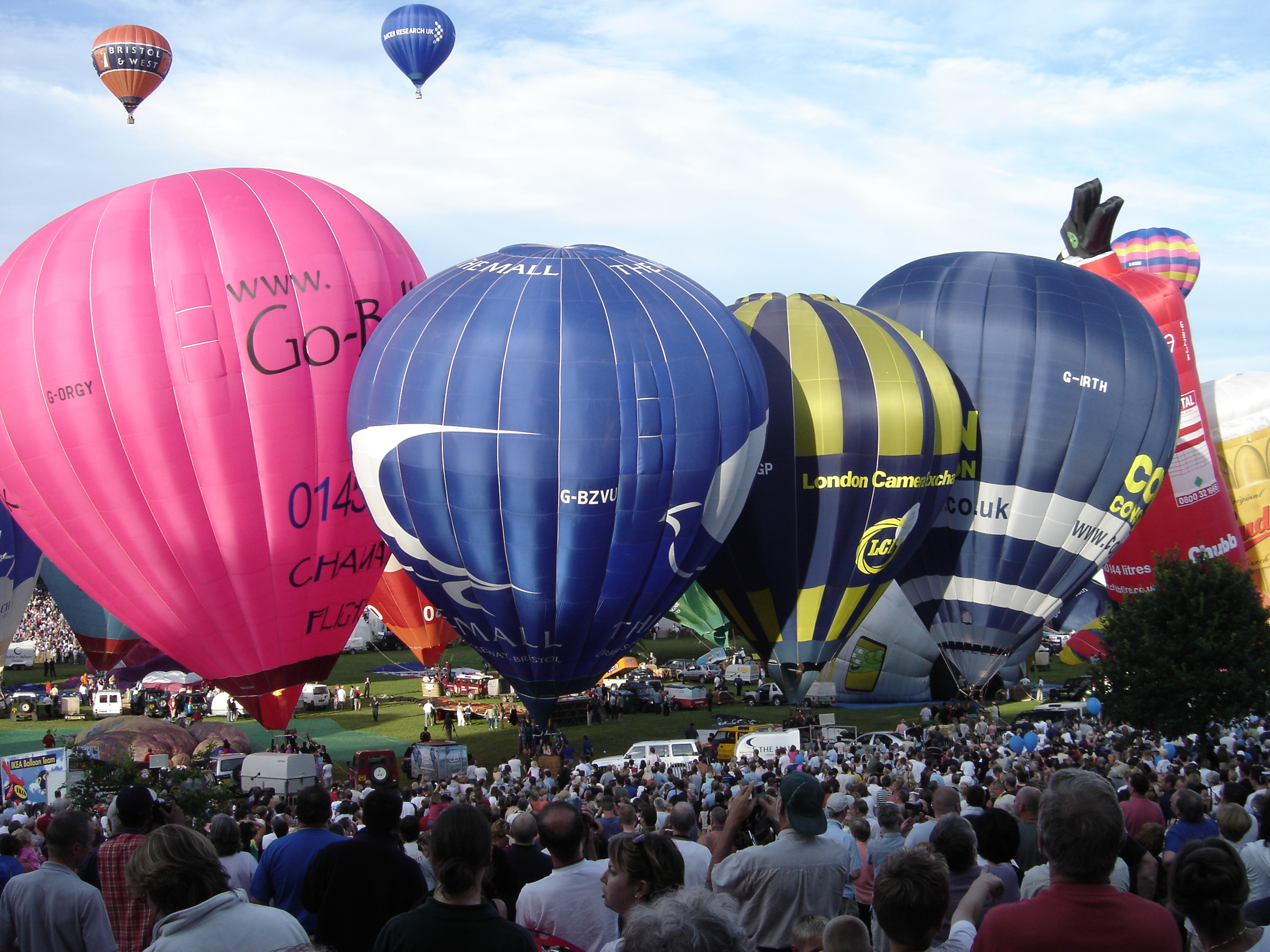
Największa impreza sportowo-kulturalna miasta Bristol International Balloon Fiesta

Najstarszym działającym w mieście teatrem i jednocześnie najdłużej nieprzerwanie działającym teatrem Anglii (od 1766) jest Theatre Royal na 400 miejsc. W mieście działa również szkoła teatralna Bristol Old Vic Theatre School, obecnie niezależnie od teatru o tej samej nazwie. Największą sceną miasta jest Bristol Hippodrome, zbudowany w 1912 i mogący pomieścić 1981 widzów, podobną pojemność ma hala koncertowa Bristol Beacon (poprzednio nazwana Colston Hall), zbudowana w bristolskim stylu bizantyńskim. Obie sceny wykorzystywane są do imprez rangi krajowej i ponadregionalnej. Inne sceny teatralne miasta to Tobacco Factory, QEH i znajdujący się w Clifton Redgrave Theatre. W mieście działa 76 spółek teatralnych różnego rodzaju, zrzeszone w związku Bristol Theatre. Największa z nich to Residence, zajmująca się administracją, sprawami logistycznymi i socjalnymi bristolskich teatrów.
Od lat 70. Bristol stał się sceną dla zespołów grających różne odmiany muzyki rockowej, punk rocka, hip-hopu. W mieście działał zespół instrumentalny Pigbag, grający post-punk i osiągając trzecie miejsce na Top20. Z Bristolu pochodzi nurt w hip-hopie trip hop, zwany również Bristol sound. Reprezentują go zespoły Portishead, Tricky i Massive Attack. Miasto jest również ośrodkiem stylu drum and bass z zespołami Roni Size czy DJ Krust. Miasto przyciągnęło uwagę międzynarodową swą sceną muzyczną na początku lat dziewięćdziesiątych.
Muzeum miejskie Bristolu posiada zbiory obejmujące zbiory eksponatów z historii naturalnej, archeologii, szkło i ceramikę. Muzeum przemysłu i techniki zostało zamknięte w 2006, z perspektywą ponownego otwarcia w 2011. W Bristolu znajduje się również kilka galerii, wystawiających prace współczesnych artystów, prezentuje je tu również bristolski artysta graffiti Banksy. Bristol jest również domem studia animacyjnego Aardman Animations, zdobywcy Oscarów. Ma tu siedzibę zachodni oddział BBC, którego specjalnością są filmy przyrodnicze.
Z Bristolem związani byli poeci Robert Southey i Thomas Chatterton, mieszkali tu również poeci Samuel Taylor Coleridge, który poślubił mieszkankę Bristolu oraz William Wordsworth. W mieście urodził się portrecista Thomas Lawrence oraz aktor filmowy Cary Grant.
Bristol walczył o tytuł Europejskiej Stolicy Kultury w 2008 r., ustąpił Liverpoolowi.

## Sport i rekreacja

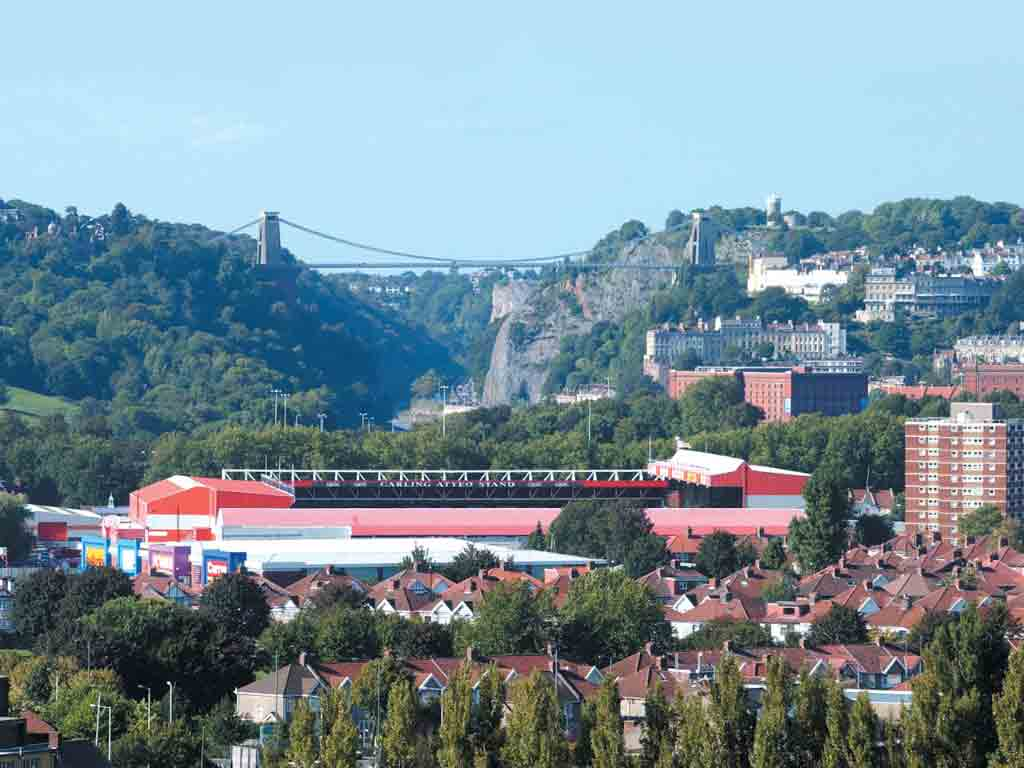
Stadion Ashton Gate z Clifton Suspension Bridge w tle

Miasto ma dwie zawodowe drużyny piłkarskie; Bristol City F.C., grający w II lidze i czwartoligowy Bristol Rovers F.C. oraz kilka klubów klasy amatorskiej. Najstarszym klubem miasta jest Rovers, który został założony w 1883. Miasto posiada również klub rugby, pierwszoligową drużynę krykieta Gloucestershire C.C.C. oraz klub rugby odmiany rugby league Bristol Sonics. Co roku odbywa się półmaraton, a w 2001 rozegrano tu mistrzostwa świata w półmaratonie. Lekkoatletyka jest domeną kilku klubów sportowych miasta – Bristol West A.C. czy Westbury Harriers. Największą imprezą cykliczną odbywającą się w mieście, organizowaną na błoniach miejskich The Downs, są coroczne zawody balonów na ogrzane powietrze.
Obecnie City rozgrywa swoje mecze na stadionie Ashton Gate w południowej części miasta, mogącym pomieścić 21 000 widzów. Na stadionie odbywają się również duże koncerty rockowe. Obecnie miasto rozpoczęło budowę trzydziestotysięcznego obiektu, który miałby być oddany do użytku w 2011. W Bristolu nie ma hali mogącej pomieścić ponad 10 000 widzów. Rozpoczęto co prawda budowę hali Bristol Arena na tyłach dworca Bristol Temple Meads, który miał być oddany do użytku w 2009, jednak już po rozpoczęciu budowy miasto wycofało się z tych planów wobec niemożliwości uzbierania 86 milionów GBP na budowę obiektu. Prace przygotowawcze kosztowały miasto 13 mln.
Do amatorskiego uprawiania sportu, jak również rekreacji służy sieć dróg rowerowych, łącznie z krajowymi trasami nr 3, 4 i 41, przebiegającymi przez miasto.

## Media
W Bristolu ukazuje się dziennik Western Daily Press obejmujący swym zasięgiem nie tylko miasto, ale cały region South West England, popołudniówka The Evening Post, lokalne wydanie bezpłatnego dziennika Metro oraz bezpłatny tygodnik The Bristol Observer. Wydanie programu telewizyjnego Venue zawiera również informacje kulturalne i o najbliższych wydarzeniach. Miasto jest siedzibą oddziału BBC, które stąd nadaje radiowy program miejski i dla hrabstwa Somerset, działają również rozgłośnie prywatne: GWR FM, Kiss 101, Original, Star 107,2 oraz radio społecznościowe BCFM. Działają również dwie rozgłośnie akademickie. W mieście znajduje się siedziba nadawcy publicznego BBC West, produkującego programy telewizyjne oraz opracowującego informacje dla ośrodka centralnego w Londynie.

## Tereny zielone

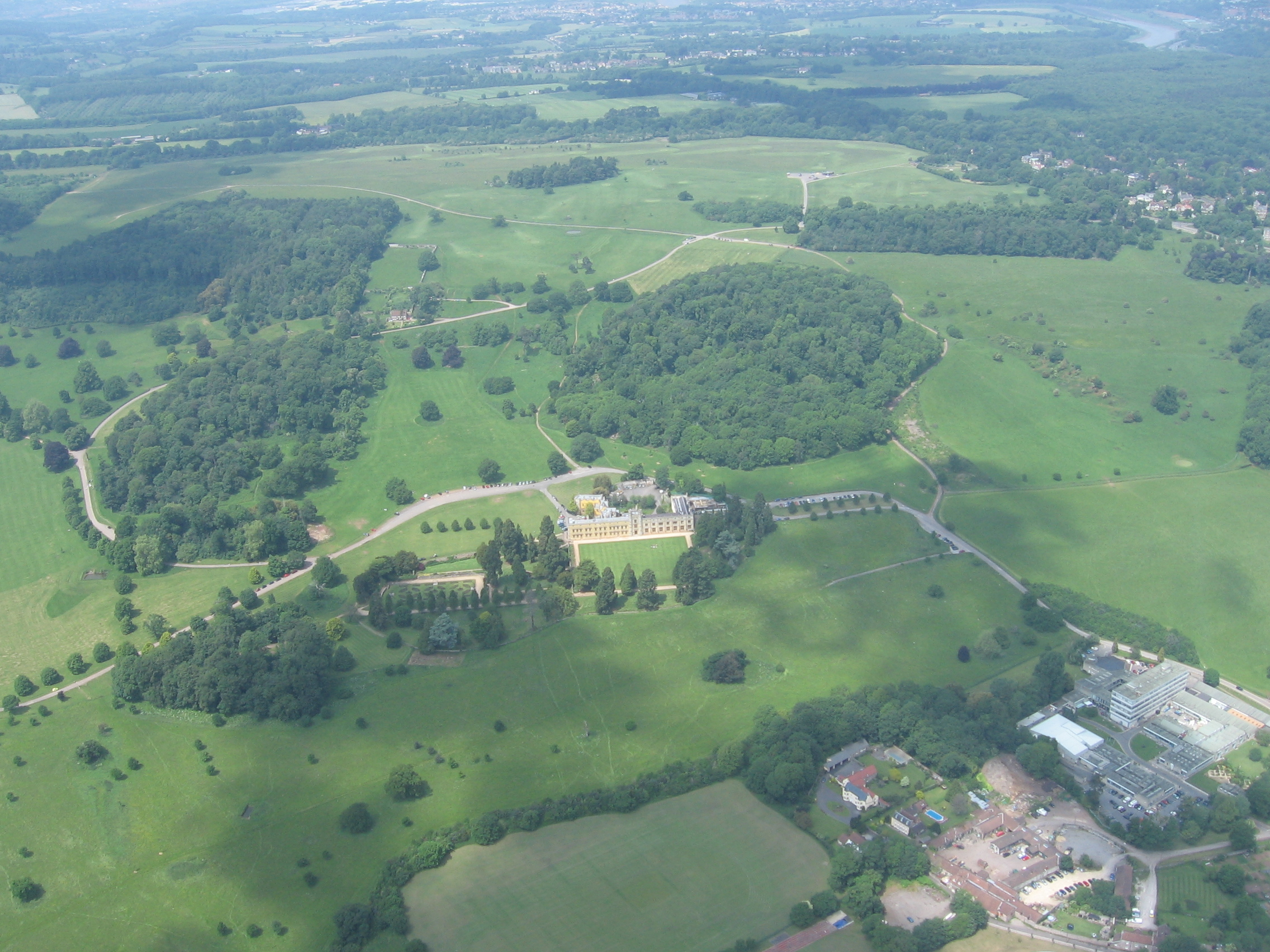
Ashton Court, największy park Bristolu

Na terenie miasta w granicach działania lokalnych władz rośnie 100 000 drzew. W mieście znajdują się trzy duże parki, będące w gestii władz miasta, 26 mniejszych parków i ogród zoologiczny. Istnieje dziewięć rezerwatów przyrody. Największym parkiem miasta jest Ashton Court, znajdujący się na peryferiach miasta, częściowo w granicach Północnego Somersetu i obejmujący powierzchnie 3,4 km². Park towarzyszy dworowi z XV wieku. Został otwarty do publicznego użytku w r. 1959. Po zbudowaniu centrum sportowego wykorzystywany jest do sportu i rekreacji. Znajdują się tam między innymi szlaki dla rowerów górskich. Innym obszarem zielonym jest The Downs, odwiedzany ze względu na wąwóz rzeki Avon i zabytkowy Clifton Suspension Bridge. Obszar dzieli się na dwie części, które znajdują się po różnych stronach wąwozu. Dawniej teren używany do wypasu bydła i pełniący rolę podmiejskich błoni, był własnością stowarzyszenia kupców, obecnie chroni go ustawa parlamentu. The Downs są miejscem spotkań homoseksualistów. W r. 2008 rada miejska ogłosiła chęć wycięcia części krzaków, co zostało odebrane przez organizacje LGBT jako atak na mniejszość seksualną. Inny duży park to Blaise Castle, opisywany przez Jane Austen. jedna z bohaterek określa je jako „najpiękniejsze miejsce w Anglii”. Powierzchnia parku wynosi 2,6 km², a park jest częściowo otwarty dla publiczności. Oprócz zadrzewionych i trawiastych powierzchni znajdują się tam urządzenia sportowo-rekreacyjne. Dla rowerzystów wyznaczono trasę parkową o długości 20 km biegnącą rozebranym torowiskiem między Bristolem a Bath. W 2007 odbyto tam 2 400 000 wycieczek

### Ogród zoologiczny
W Bristolu znajduje się ogród zoologiczny, najstarszy na świecie ogród zbudowany poza stolicą kraju i piąty w ogóle, otwarty w 1836. Zoo zajmuje powierzchnię 5 hektarów i skupia 7155 zwierząt 419 gatunków.

## Miasto w kulturze

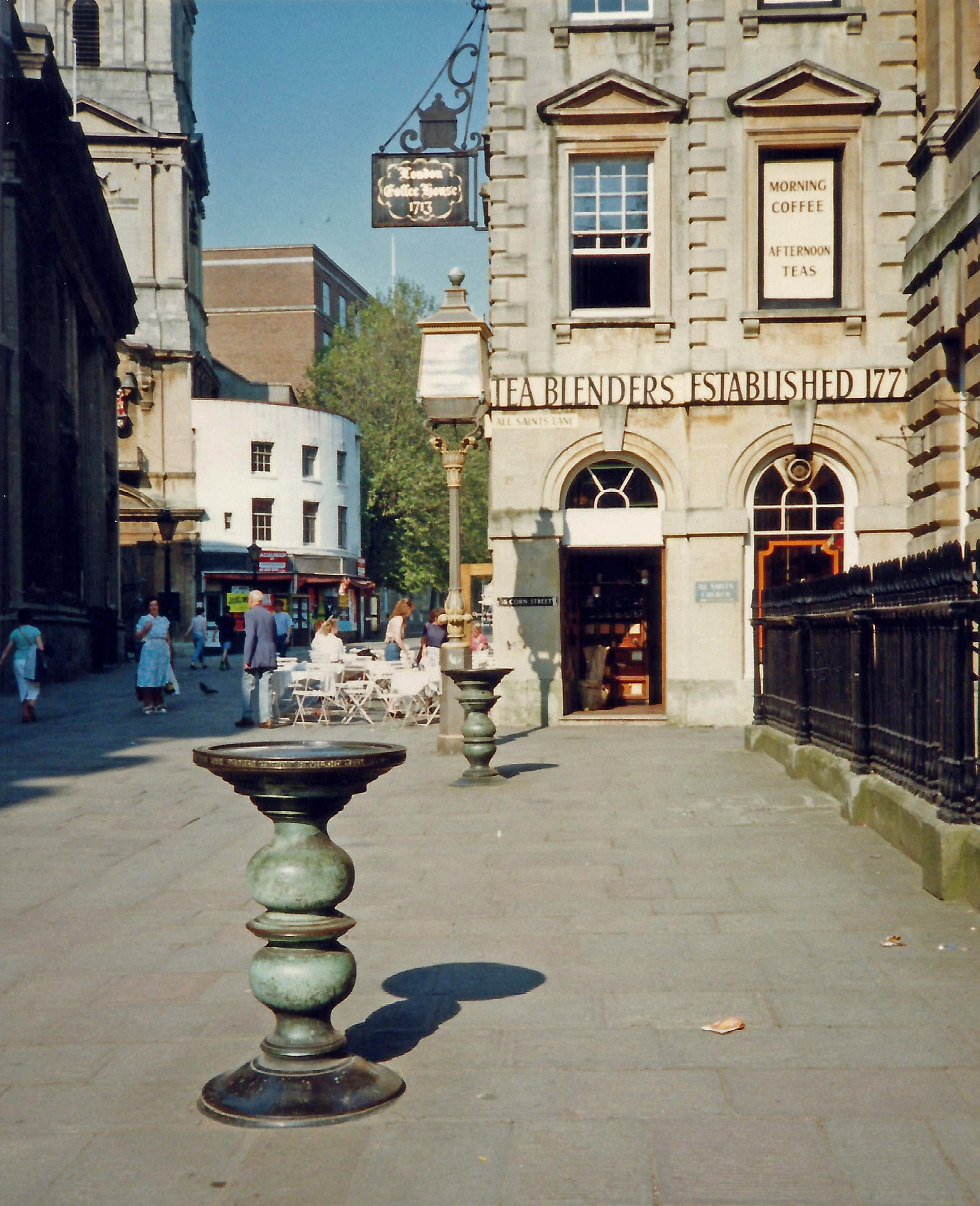
The Nails, na których handlowano tytoniem

Z Bristolu pochodzi idiom „cash on the nail” oznaczający natychmiastową zapłatę. Wzięło się to z czasów, kiedy miasto było dużym importerem tytoniu. Transakcji dokonywano na ulicy Corn Street, na żelaznych pilarach, zwanych w miejskiej gwarze „gwoździami”. W języku potocznym zwłaszcza południowo-zachodniej Anglii występuje powiedzenie „iść na Clifton Suspension Bridge” – chodzi o stan skrajnej rozpaczy grożący popełnieniem samobójstwa. Bristolski most cieszy się złą sławą. Między rokiem 1974 a 1983 skoczyło z niego 127 osób. Most ma miejsce w kulturze z jeszcze innego powodu – tu oddano pierwszy skok na bungee. W muzyce popularnej zwrot „Bristol sound” oznacza trip hop.
W języku polskim brystol to rodzaj cienkiego kartonu technicznego, używanego w kreślarstwie. Nazwa wzięła się z miejsca produkcji tego kartonu w przeszłości. W Warszawie najdroższy i najdłużej działający hotel nosi nazwę Bristol.

## Miasta partnerskie
Partnerstwo z Hanowerem było pierwszym powojennym układem partnerskim między Niemcami a Anglią. Obecnie miasto znajduje się w następujących układach partnerskich:
- Beira (od 2001)
- Bordeaux (od 1947)
- Guangzhou (od 2000)
- Hanower (od 1947)
- Tbilisi (od 1988)
- Porto (od 1984)
- Puerto Morazan (od 1989)

## Literatura
- Barry Cunliffe: The Penguin Illustrated History of Britain and Ireland. Londyn: Penguin Books, 2004. ISBN 0-140-51484-8. Brak numerów stron w książce
- Touring Guide to Britain. Salford: Dolphin Publications, 1992. ISBN 0-86145-604-1. Brak numerów stron w książce